# نووی اولدریخوو
نووی اولدریخوو (به چکی: Nový Oldřichov) یک منطقهٔ مسکونی در جمهوری چک است که در ناحیه تشسکا لیپا واقع شده‌است.